# Đa thức Chebyshev
Đa thức Chebyshev, được đặt theo tên nhà toán học Nga Pafnuty Chebyshev, [1] là một dãy đa thức trực giao (tiếng Anh: orthogonal polynomials), và có liên quan đến công thức de Moivre (de Moivre's formula). Có thể xác định dãy đa thức này bằng công thức truy hồi, giống như số Fibonacci và số Lucas.
Có hai loại: đa thức Chebyshev loại I (ký hiệu là Tn) và đa thức Chebyshev loại II (ký hiệu là Un). Chữ T được dùng để ký hiệu vì trong tiếng Pháp tên của Chebyshev viết là Tchebycheff và trong tiếng Đức là Tschebyscheff. Chữ n ký hiệu cho bậc của đa thức.
Đa thức Chebyshev đóng vai trò quan trọng trong lý thuyết gần đúng. Các nghiệm của đa thức Chebyshev loại I, còn được gọi là các điểm Chebyshev (Chebyshev node), được dùng trong đa thức nội suy. Nhờ có nó, mà sai số do hiệu ứng Runge là nhỏ nhất.
Trong phương trình vi phân, đa thức Chebyshev loại I và loại II lần lượt là nghiệm của 2 phương trình vi phân Chebyshev sau:
{\displaystyle (1-x^{2})\,y''-x\,y'+n^{2}\,y=0\,\!}
và
{\displaystyle (1-x^{2})\,y''-3x\,y'+n(n+2)\,y=0\,\!}.

## Định nghĩa

### Định nghĩa theo công thức truy hồi
Đa thức Chebyshev loại I xác định theo công thức truy hồi:
{\displaystyle {\begin{aligned}T_{0}(x)&=1\\T_{1}(x)&=x\\T_{n+1}(x)&=2xT_{n}(x)-T_{n-1}(x).\end{aligned}}}
Công thức tổng quát quy ước của Tn
{\displaystyle \sum _{n=0}^{\infty }T_{n}(x)t^{n}={\frac {1-tx}{1-2tx+t^{2}}}.\,\!}
Công thức mũ tổng quát
{\displaystyle \sum _{n=0}^{\infty }T_{n}(x){\frac {t^{n}}{n!}}={1 \over 2}\left(e^{(x-{\sqrt {x^{2}-1}})t}+e^{(x+{\sqrt {x^{2}-1}})t}\right).\,\!}
Đa thức Chebyshev loại II xác định theo công thức truy hồi:
{\displaystyle {\begin{aligned}U_{0}(x)&=1\\U_{1}(x)&=2x\\U_{n+1}(x)&=2xU_{n}(x)-U_{n-1}(x).\end{aligned}}}
Một công thức tổng quát của Un
{\displaystyle \sum _{n=0}^{\infty }U_{n}(x)t^{n}={\frac {1}{1-2tx+t^{2}}}.\,\!}

### Định nghĩa theo lượng giác
Đa thức Chebyshev loại I có thể định nghĩa bằng lượng giác:
{\displaystyle T_{n}(x)=\cos(n\arccos x)=\cosh(n\,\mathrm {arccosh} \,x)\,\!}
hoặc là:
{\displaystyle T_{n}(\cos(\vartheta ))=\cos(n\vartheta )\,\!}
với n = 0, 1, 2, 3,....
Định nghĩa theo lượng giác của đa thức Chebyshev loại II:
{\displaystyle U_{n}(\cos(\vartheta ))={\frac {\sin((n+1)\vartheta )}{\sin \vartheta }}\,\!}
công thức này khá giống với nhân Dirichlet (Dirichlet kernel) {\displaystyle D_{n}(x)\,\!}:
{\displaystyle D_{n}(x)={\frac {\sin((2n+1)(x/2))}{\sin(x/2)}}=U_{2n}(\cos(x/2))\,\!}.
Dễ thấy, {\displaystyle \cos(n\vartheta )} là đa thức bậc n với {\displaystyle \cos(\vartheta )} là biến. Đồng thời, {\displaystyle \cos(n\vartheta )} cũng là phần thực trong công thức De Moivre (de Moivre's formula).
Từ công thức tổng quát bằng lượng giác ở trên, có thể dễ dàng chứng minh công thức truy hồi:
{\displaystyle T_{n+1}(\cos(\vartheta ))=2\cos(\vartheta )T_{n}(\cos(\vartheta ))-T_{n-1}(\cos(\vartheta ))=2\cos(\vartheta )\cos(n\vartheta ))-\cos((n-1)\vartheta )=\cos((n+1)\vartheta )+\cos((n-1)\vartheta )-\cos((n-1)\vartheta )=\cos((n+1)\vartheta )\,\!}
Sau đây, ta sẽ kiểm tra tính đúng đắn của định nghĩa đa thức Chebyshev theo lượng giác, với n = 0 và n = 1:
{\displaystyle T_{0}(\cos \vartheta )=\cos 0\vartheta \ =1\,\!}
và:
{\displaystyle T_{1}(\cos \vartheta )=\cos \vartheta \,\!}
và với đa thức Chebyshev bậc 2 và 3:
{\displaystyle \cos(2\vartheta )=2\cos \vartheta \cos \vartheta -\cos 0\vartheta =2\cos ^{2}\,\vartheta -1\,\!}
{\displaystyle \cos(3\vartheta )=2\cos \vartheta \cos(2\vartheta )-\cos \vartheta =4\cos ^{3}\,\vartheta -3\cos \vartheta \,\!}
tương tự cho các bậc cao hơn.
Một tính chất khá thú vị của đa thức Chebyshev:
{\displaystyle T_{n}(T_{m}(x))=T_{n\cdot m}(x).\,\!}
Mối liên hệ giữa đa thức Chebyshev và số phức: cho z = a + bi,
{\displaystyle {\begin{aligned}z^{n}&=|z|^{n}\left(\cos \left(n\arccos {\frac {a}{|z|}}\right)+i\sin \left(n\arccos {\frac {a}{|z|}}\right)\right)\\&=|z|^{n}T_{n}\left({\frac {a}{|z|}}\right)+ib\ |z|^{n-1}\ U_{n-1}\left({\frac {a}{|z|}}\right).\end{aligned}}}

### Định nghĩa theo phương trình Pell
Trong vành R[x] (tập hợp các đa thức với hệ số thực), đa thức Chebyshev được định nghĩa như nghiệm của phương trình Pell biến thể:
{\displaystyle T_{i}^{2}-(x^{2}-1)U_{i-1}^{2}=1\,\!}.
Sử dụng kĩ thuật giải phương trình Pell có tên là "nghiệm sinh từ nghiệm nhỏ nhất", suy ra công thức tổng quát sau:
{\displaystyle T_{i}+U_{i-1}{\sqrt {x^{2}-1}}=(x+{\sqrt {x^{2}-1}})^{i}.\,\!}

## Tính chất

### Công thức liên hệ (Transformation)
Các công thức liên hệ:
{\displaystyle T_{n}\left(1-2x^{2}\right)=(-1)^{n}T_{2n}(x)} (trans.1)
và
{\displaystyle U_{n}\left(1-2x^{2}\right)x=(-1)^{n}U_{2n+1}(x).} (trans.2)
Chứng minh quy nạp công thức (trans.1):
Với n=0:
{\displaystyle T_{0}\left(1-2x^{2}\right)=1=(-1)^{0}T_{2.0}(x)}
và n = 1:
{\displaystyle T_{1}\left(1-2x^{2}\right)=1-2x^{2}=-1.T_{2}(x)},
do đó công thức (trans.1) đúng với n=0 và n=1.
Giả sử (trans.1) đúng với n > 0, ta chứng minh nó đúng với n+1:
{\displaystyle T_{n+1}(1-2x^{2})}
{\displaystyle =2(1-2x^{2})T_{n}(1-2x^{2})-T_{n-1}(1-2x^{2})}
(theo giả thiết quy nạp ta thay {\displaystyle T_{n}(1-2x^{2})=(-1)^{n}T_{2n}(x)} và {\displaystyle T_{n-1}(1-2x^{2})=(-1)^{n-1}T_{2n-2}(x)})
{\displaystyle =2(1-2x^{2})(-1)^{n}T_{2n}(x)-(-1)^{n-1}T_{2n-2}(x)}
{\displaystyle =-4x^{2}(-1)^{n}T_{2n}(x)+(-1)^{n}.[T_{2n}(x)+T_{2n-2}(x)]+(-1)^{n}.T_{2n}(x)}
{\displaystyle =-4x^{2}(-1)^{n}T_{2n}(x)+(-1)^{n}.2x.T_{2n-1}(x)+(-1)^{n}.T_{2n}(x)}
{\displaystyle =-2x(-1)^{n}[2xT_{2n}(x)-T_{2n-1}(x)]+(-1)^{n}.T_{2n}(x)}
{\displaystyle =-2x(-1)^{n}T_{2n+1}(x)+(-1)^{n}.T_{2n}(x)}
{\displaystyle =(-1)^{n+1}[2xT_{2n+1}(x)-T_{2n}(x)]}
{\displaystyle =(-1)^{n+1}T_{2n+2}(x)}.
Như vậy (trans.1) đúng với n+1, theo quy tắc quy nạp, nó đúng với mọi n (điều phải chứng minh).
Chứng minh quy nạp tương tự cho (trans.2).

### Nghiệm và cực trị
Một đa thức Cheybyshev bậc n (cả hai loại) có n nghiệm thực phân biệt, gọi là nghiệm Chebyshev, các nghiệm này đều nằm trên khoảng [−1,1]. Các nghiệm này đôi khi được gọi là các điểm nút Chebyshev (tiếng Anh: Chebyshev nodes) bởi vì chúng được dùng trong đa thức nội suy. Sử dụng định nghĩa lượng giác của đa thức Chebyshev, với
{\displaystyle \cos \left({\frac {\pi }{2}}\,(2k+1)\right)=0}
ta có thể chứng minh dễ dàng các nghiệm của Tn là
{\displaystyle x_{k}=\cos \left({\frac {\pi }{2}}\,{\frac {2k-1}{n}}\right),\quad k=1,\ldots ,n.}
Tương tự, các nghiệm của Un là
{\displaystyle x_{k}=\cos \left({\frac {k}{n+1}}\pi \right),\quad k=1,\ldots ,n.}
Giá trị cực đại của đa thức Chebyshev loại I  trên khoảng −1 ≤ x ≤ 1 bằng 1 và giá trị cực tiểu bằng -1. Đa thức Chebyshev chỉ có 2 giá trị tới hạn, giống như đặc tính của đa thức Shabat.
Cả hai loại đa thức Chebyshev đều đạt cực trị tại 2 điểm đầu mút:
{\displaystyle T_{n}(1)=1\,}
{\displaystyle T_{n}(-1)=(-1)^{n}\,}
{\displaystyle U_{n}(1)=n+1\,}
{\displaystyle U_{n}(-1)=(n+1)(-1)^{n}.\,}

### Đạo hàm và tích phân

#### Đạo hàm
Khi đạo hàm các đa thức Chebyshev trong dạng lượng giác, ta suy ra:
{\displaystyle {\frac {dT_{n}}{dx}}=nU_{n-1}\,}
{\displaystyle {\frac {dU_{n}}{dx}}={\frac {(n+1)T_{n+1}-xU_{n}}{x^{2}-1}}\,}
{\displaystyle {\frac {d^{2}T_{n}}{dx^{2}}}=n{\frac {nT_{n}-xU_{n-1}}{x^{2}-1}}=n{\frac {(n+1)T_{n}-U_{n}}{x^{2}-1}}.\,}
Điểm đặc biệt của {\displaystyle {\frac {d^{2}T_{n}}{dx^{2}}}} (là giá trị mà khi thay vào làm cho nó có dạng 0/0 dạng không xác định(indeterminate form)) là x = 1 and x = -1. Tại đó {\displaystyle {\frac {d^{2}T_{n}}{dx^{2}}}} bằng:
{\displaystyle {\frac {d^{2}T_{n}}{dx^{2}}}{\Bigg |}_{x=1}\!\!={\frac {n^{4}-n^{2}}{3}},}
{\displaystyle {\frac {d^{2}T_{n}}{dx^{2}}}{\Bigg |}_{x=-1}\!\!=(-1)^{n}{\frac {n^{4}-n^{2}}{3}}.}
Đạo hàm bậc hai của đa thức Chebyshev loại I:
{\displaystyle T''_{n}=n{\frac {nT_{n}-xU_{n-1}}{x^{2}-1}}}
nếu thay trực tiếp x = ±1 vào thì nó có dạng không xác định {\displaystyle {\frac {0}{0}}}. Mặt khác, {\displaystyle T''_{n}(x)} là một đa thức, do đó nó có giá trị thực xác định tại x = ±1. Và ta có thể tính giá trị tại điểm x = 1 bằng giới hạn sau:
{\displaystyle T''_{n}(1)=\lim _{x\to 1}n{\frac {nT_{n}-xU_{n-1}}{x^{2}-1}}}
Phân tích mẫu số:
{\displaystyle T''_{n}(1)=\lim _{x\to 1}n{\frac {nT_{n}-xU_{n-1}}{(x+1)(x-1)}}=\lim _{x\to 1}n{\frac {\frac {nT_{n}-xU_{n-1}}{x-1}}{x+1}}.}
{\displaystyle T''_{n}(1)=n{\frac {\lim _{x\to 1}{\frac {nT_{n}-xU_{n-1}}{x-1}}}{\lim _{x\to 1}(x+1)}}={\frac {n}{2}}\lim _{x\to 1}{\frac {nT_{n}-xU_{n-1}}{x-1}}.}
Ở đây mẫu số vẫn bằng 0, suy ra tử số nhất định bằng 0 (vì giới hạn tồn tại), cụ thể {\displaystyle U_{n-1}(1)=nT_{n}(1)=n}.
Đến đây ta áp dụng quy tắc 'Hôpital's:
{\displaystyle {\begin{aligned}T''_{n}(1)&={\frac {n}{2}}\lim _{x\to 1}{\frac {{\frac {d}{dx}}(nT_{n}-xU_{n-1})}{{\frac {d}{dx}}(x-1)}}\\&={\frac {n}{2}}\lim _{x\to 1}{\frac {d}{dx}}(nT_{n}-xU_{n-1})\\&={\frac {n}{2}}\lim _{x\to 1}\left(n^{2}U_{n-1}-U_{n-1}-x{\frac {d}{dx}}(U_{n-1})\right)\\&={\frac {n}{2}}\left(n^{2}U_{n-1}(1)-U_{n-1}(1)-\lim _{x\to 1}x{\frac {d}{dx}}(U_{n-1})\right)\\&={\frac {n^{4}}{2}}-{\frac {n^{2}}{2}}-{\frac {1}{2}}\lim _{x\to 1}{\frac {d}{dx}}(nU_{n-1})\\&={\frac {n^{4}}{2}}-{\frac {n^{2}}{2}}-{\frac {T''_{n}(1)}{2}}\\T''_{n}(1)&={\frac {n^{4}-n^{2}}{3}}.\\\end{aligned}}}
Chứng minh cho trường hợp {\displaystyle x=-1} tương tự bằng cách áp dụng {\displaystyle T_{n}(-1)=(-1)^{n}}.
Công thức tổng quát:
{\displaystyle {\frac {d^{p}T_{n}}{dx^{p}}}{\Bigg |}_{x=\pm 1}\!\!=(\pm 1)^{n+p}\prod _{k=0}^{p-1}{\frac {n^{2}-k^{2}}{2k+1}}.}
Kết quả này có ý nghĩa rất lớn trong tìm đáp số của giá trị đặc trưng.

#### Tích phân
Tích phân của Un:
{\displaystyle \int U_{n}\,dx={\frac {T_{n+1}}{n+1}}\,}
Tích phân của Tn:
{\displaystyle \int T_{n}\,dx={\frac {1}{2}}\left({\frac {T_{n+1}}{n+1}}-{\frac {T_{n-1}}{n-1}}\right)={\frac {nT_{n+1}}{n^{2}-1}}-{\frac {xT_{n}}{n-1}}.\,}

### Tính trực giao
Dãy Tn và dãy Un đều là dãy đa thức trực giao.
Cụ thể hơn, các đa thức loại I, xác định trên khoảng mở (−1,1)với mật độ (Tiếng Anh: The polynomials of the first kind are orthogonal with respect to the weight): {\displaystyle {\frac {1}{\sqrt {1-x^{2}}}},\,\!}  thì:
{\displaystyle \int _{-1}^{1}T_{n}(x)T_{m}(x)\,{\frac {dx}{\sqrt {1-x^{2}}}}={\begin{cases}0&:n\neq m\\\pi &:n=m=0\\\pi /2&:n=m\neq 0\end{cases}}}
Tính chất trên được chứng minh bằng cách thay {\displaystyle x=\cos(\vartheta )} và sử dụng đẳng thức
{\displaystyle T_{n}(\cos(\vartheta ))=\cos(n\vartheta )}.
Tương tự các đa thức loại II xác định trên khoảng đóng [−1,1] với mật độ (tiếng Anh: The polynomials of the second kind are orthogonal with respect to the weight):{\displaystyle {\sqrt {1-x^{2}}}\,\!}
thì:
{\displaystyle \int _{-1}^{1}U_{n}(x)U_{m}(x){\sqrt {1-x^{2}}}\,dx={\begin{cases}0&:n\neq m,\\\pi /2&:n=m.\end{cases}}}
(Chú ý giá trị lượng (weight) {\displaystyle {\sqrt {1-x^{2}}}\,\!} là mật độ của phân bố nửa đường tròn Wigner (tiếng Anh: Wigner semicircle distribution).
Đa thức Tn cũng thỏa mãn tính trực giao rời rạc (iếng Anh: discete orthogonality):
{\displaystyle \sum _{k=0}^{N-1}{T_{i}(x_{k})T_{j}(x_{k})}={\begin{cases}0&:i\neq j\\N&:i=j=0\\N/2&:i=j\neq 0\end{cases}}\,\!}
với {\displaystyle x_{k}} là không điểm Gauss–Lobatto thứ N của {\displaystyle T_{N}(x)}
{\displaystyle x_{k}=\cos \left({\frac {\pi \left(k+{\frac {1}{2}}\right)}{N}}\right).}

### Định chuẩn nhỏ nhất
Với số nguyên bất kì n ≥ 1, trong số các đa thức bậc n với hệ số bậc cao nhất bằng 1, đa thức sau:
{\displaystyle f(x)={\frac {1}{2^{n-1}}}T_{n}(x)}
có giá trị tuyệt đối lớn nhất trên đoạn [−1, 1] nhỏ nhất.
Trong công thức trên sở dĩ nhân {\displaystyle {\frac {1}{2^{n-1}}}} với {\displaystyle T_{n}(x)} là bởi vì hệ số bậc cao nhất của đa thức {\displaystyle T_{n}(x)} luôn bằng {\displaystyle 2^{n-1}}.
Giá trị lớn nhất đó bằng:
{\displaystyle {\frac {1}{2^{n-1}}}}
và |ƒ(x)| đạt giá trị lớn nhất tại n + 1 điểm:
{\displaystyle x=\cos {\frac {k\pi }{n}}{\text{ for }}0\leq k\leq n.}
Giả sử tồn tại đa thức {\displaystyle w_{n}(x)} bậc n với hệ số bậc cao nhất bằng  1, và giá trị tuyệt đối lớn nhất trên [−1, 1] nhỏ hơn {\displaystyle {\frac {1}{2^{n-1}}}}.
Xét đa thức sau:
{\displaystyle f_{n}(x)={\frac {1}{2^{n-1}}}T_{n}(x)-w_{n}(x)}
đa thức này có bậc nhỏ thua n.
Do giả thiết, tại mỗi điểm {\displaystyle T_{n}(x)} bằng {\displaystyle \pm 1}, thì {\displaystyle |w_{n}(x)|<|{\frac {1}{2^{n-1}}}T_{n}(x)|}
{\displaystyle f_{n}(x)>0{\text{ for }}x=\cos {\frac {2k\pi }{n}}{\text{ với }}0\leq 2k\leq n}
{\displaystyle f_{n}(x)<0{\text{ for }}x=\cos {\frac {(2k+1)\pi }{n}}{\text{ với }}0\leq 2k+1\leq n}.
Như vậy {\displaystyle f_{n}(x)} có nghiệm trên n khoảng {\displaystyle (0,{\frac {Pi}{n}}),({\frac {Pi}{n}},{\frac {2Pi}{n}}),\ldots ({\frac {(n-1)Pi}{n}},{\frac {nPi}{n}})}. Nói cách khác, nó có ít nhất n nghiệm, điều này vô lý vì {\displaystyle f_{n}(x)} là đa thức bậc ≤(n-1).
Suy ra điều giả sử là sai. ta có điều phải chứng minh.

### Mối liên hệ với các loại đa thức khác
Đa thức Chebyshev là trường hợp đặc biệt của Jacobi và đa thức Gegenbauer, 
- {\displaystyle T_{n}(x)={\frac {1}{n-{\frac {1}{2}} \choose n}}P_{n}^{-{\frac {1}{2}},-{\frac {1}{2}}}(x)={\frac {n}{2}}C_{n}^{0}(x),}
- {\displaystyle U_{n}(x)={\frac {1}{2{n+{\frac {1}{2}} \choose n}}}P_{n}^{{\frac {1}{2}},{\frac {1}{2}}}(x)=C_{n}^{1}(x).}

### Các tính chất khác
Đa thức Chebyshev là trường hợp đặc biệt của đa thức Gegenbauer, đến lượt mình đa thức Gegenbauer lại là trường hợp đặc biệt của  Jacobi.
Với số nguyên n bất kì, Tn(x) và Un(x) đều là đa thức bậc n.
Nếu n chẵn thì Tn(x) và Un(x) là hàm chẵn, nghĩa là chỉ có các hệ số tương ứng với bậc chẵn là khác 0.
Ví dụ:
{\displaystyle T_{0}(x)=1\,}
{\displaystyle T_{2}(x)=2x^{2}-1\,}
{\displaystyle T_{4}(x)=8x^{4}-8x^{2}+1\,}.
{\displaystyle U_{0}(x)=1\,}
{\displaystyle U_{2}(x)=4x^{2}-1\,}
{\displaystyle U_{4}(x)=16x^{4}-12x^{2}+1\,}.
Nếu n lẻ thì Tn(x) và Un(x) là hàm lẻ,  nghĩa là chỉ có các hệ số tương ứng với bậc lẻ là khác 0.
Ví dụ:
{\displaystyle T_{1}(x)=x\,}
{\displaystyle T_{3}(x)=4x^{3}-3x\,}
{\displaystyle U_{1}(x)=2x\,}
{\displaystyle U_{3}(x)=8x^{3}-4x\,}.
Hệ số bậc cao nhất của Tn là 2n −  1 if 1 ≤ n, và 1 tương ứng với bậc bằng 0.
Tn là trường hợp riêng của đường cong Lissajous curve với tần số tỉ lệ (tiếng Anh: frequency ratio) là n.
Một số dãy đa thức khác, ví dụ đa thức Lucas (Ln), đa thức Dickson(Dn), và  đa thức Fibonacci(Fn) có liên hệ với đa thức Chebyshev Tn and Un.
Đa thức Chebyshev loại I thỏa mãn công thức truy hồi sau:
{\displaystyle T_{j}(x)T_{k}(x)={\frac {1}{2}}\left(T_{j+k}(x)+T_{|j-k|}(x)\right),\quad \forall j,k\geq 0,\,}
với mọi j và k.
Đối với đa thức Chebyshev loại II là:
{\displaystyle U_{j}(x)U_{k}(x)=\left(U_{j+k}(x)+U_{|j-k|}(x)\right),\quad \forall j\neq 0,k\neq 0}.
Từ công thức:
{\displaystyle T_{n}(\cos \theta )=\cos(n\theta )}
suy ra công thức sau:
{\displaystyle T_{2n+1}(\sin \theta )=(-1)^{n}\sin((2n+1)\theta )}.

## Ví dụ

Các đa thức Chebyshev loại I đầu tiên trong khoảng −1 < x < 1: Đồ thị của T_{0}, T_{1}, T_{2}, T_{3}, T_{4} và T_{5}.

Các đa thức Chebyshev loại II đầu tiên trong khoảng −1 < x < 1: Đồ thị của U_{0}, U_{1}, U_{2}, U_{3}, U_{4} và U_{5}.
Không thể hiện trong ảnh, U_{n}(1) = n + 1 and U_{n}(−1) = (n + 1)(−1)^{n}.

Các đa thức Chebyshev loại I đầu tiên:
{\displaystyle T_{0}(x)=1\,}
{\displaystyle T_{1}(x)=x\,}
{\displaystyle T_{2}(x)=2x^{2}-1\,}
{\displaystyle T_{3}(x)=4x^{3}-3x\,}
{\displaystyle T_{4}(x)=8x^{4}-8x^{2}+1\,}
{\displaystyle T_{5}(x)=16x^{5}-20x^{3}+5x\,}
{\displaystyle T_{6}(x)=32x^{6}-48x^{4}+18x^{2}-1\,}
{\displaystyle T_{7}(x)=64x^{7}-112x^{5}+56x^{3}-7x\,}
{\displaystyle T_{8}(x)=128x^{8}-256x^{6}+160x^{4}-32x^{2}+1\,}
{\displaystyle T_{9}(x)=256x^{9}-576x^{7}+432x^{5}-120x^{3}+9x.\,}
Các đa thức Chebyshev loại II đầu tiên:
{\displaystyle U_{0}(x)=1\,}
{\displaystyle U_{1}(x)=2x\,}
{\displaystyle U_{2}(x)=4x^{2}-1\,}
{\displaystyle U_{3}(x)=8x^{3}-4x\,}
{\displaystyle U_{4}(x)=16x^{4}-12x^{2}+1\,}
{\displaystyle U_{5}(x)=32x^{5}-32x^{3}+6x\,}
{\displaystyle U_{6}(x)=64x^{6}-80x^{4}+24x^{2}-1\,}
{\displaystyle U_{7}(x)=128x^{7}-192x^{5}+80x^{3}-8x\,}
{\displaystyle U_{8}(x)=256x^{8}-448x^{6}+240x^{4}-40x^{2}+1\,}
{\displaystyle U_{9}(x)=512x^{9}-1024x^{7}+672x^{5}-160x^{3}+10x.\,}